# Analna faza
Analna faza ili analni stadijum u Frojdovoj psihoanalizi, jedan je od perioda u psihoseksualnom razvoju deteta, koja se proteže od 18 meseci do treće godine života. Fokus zadovoljstva deteta u ovoj fazi je na uklanjanju i zadržavanju fekalija. Putem pritiska društva, uglavnom roditelja, dete mora naučiti da kontroliše analnu stimulaciju. Analni stadijum je značajan za socijalizaciju jer se tada dete prvi put dobrovoljno odriče nagonskog zadovoljstva, zarad roditeljske ljubavi. Od ishoda prolaska kroz ovaj stadijum ne zavisi samo dalji razvoj libida već i formiranje karaktera   Po pitanju ličnosti, efekat analne fiksacije u ovoj fazi može dovesti do opsesije sa čistoćom, perfekcijom i kontrolom (analni retencije). Na suprotnom kraju spektra, deca mogu postati neuredna i neorganizovani (analni oblik).

## Faze u psihoseksualnom razvoju
Svi ljudi prema Frojdu prolaze kroz iste razvojne faze — prema ovoj šemi:
| 1. Oralna faza | → | 2. Analna faza (+ oralna) | → | 3. Falusna faza (+oralna, +analna) | → | 4. Faza latencije (+ oralna, + analna, + falusna) | → | 5. Genitalna faza |
|                |   |                           |   |                                    |   |                                                   |   |                   |
| Do 18 meseci   |   | Od 18 meseci do 3 godine  |   | Od 3 do 7 godina Edipov kompleks   |   | Od 7 do 8 godina                                  |   | Adolescenti       |

U svakoj od prve tri faze, (od pet koliko ih ima) deca moraju razrešiti specifičan konflikt koji se odnosi na način postizanja seksualnog zadovoljstva. Ako dete ne razreši uspešno taj konflikt, može ostati fiksirano na toj faz. Prelazak deteta u višu fazu označava zreliji način postizanja seksualnog zadovoljstva.
Analna faza je druga po redosledu od pet Frojdovih psihoseksualnih razvojnih faza i neuspeh u njoj, razvija analni karakter ličnosti sa ovim karakternim osobinama:
- odlaganje zadataka,
- škrtost — štedljivost,
- urednost, preterana čistoća, perfekcionizam ili preteranu pedantnost – neprestano usisava stan i briše prašinu...
- tvrdoglavost – tvrdi da su njegovi postupci jedini ispravni
- tačnost — uvek stižu na vreme
- kolekcionisanje stvari — razne sakupljačke delatnosti
- preferiranje — masnim vicevima (šale sa seksualnim i agresivnim sadržajima)

## Opšta razmatranja
U analnu fazu psihoseksualnog razvoja dete ulazi nakon 18 meseci života. Praćena je pojavom toaletnog treninga koji dovodi do okupranosti deteta sa erogenom zonom anusa i zadržavanjem ili proterivanjem fecesa.
Po Frojdu ova faza nastaje kao posledica klasičnog sukoba između id-a, koji je zadovoljan proterivanjem telesnog otpada, a ega i superega, koji predstavljaju praktične i društvene pritiske za uspostavljanje fiziološke kontrole telesnih funkcija. U njoj dete dolazi u sukob između zahteva roditelja i njegovih želja i fizičkih sposobnosti na jedan od dva načina: Ili se bori i suprotstavlja ili jednostavno odbija zahteve roditelja.
Dete koje želi da se bori živa u tome da fekalne mase izlučivanju zlonamerno, možda pre ili neposredno nakon što je stavljeno, na nošu ili odvedeno u toalet. Ako su roditelji suviše blagi i dete uspe da izvuče zadovoljstvo i uspeh od ovog proterivanja, to će rezultovati formiranjem analnog eksplozivnog karaktera. Ovaj lik je uglavnom gadno, neorganizovan, nesmotren, bezbrižan i prkosan.
Nasuprot tome, dete se može odlučiti da zadrži feces, čime se dodvorava svojim roditeljima i uživa u prijatnom pritisku izgrađenog fekalijama u njegovom crevu. Ako ova taktika uspe i dete je preopterećeno, on će se razviti u analni ili retencijski karakter ličnosti. Ovaj lik je uredan, precizan, pedantan, pažljiv, suzdržljiv, tvrdoglav, precizan i pasivno-agresivan.
Rešavanje analne faze, postiže se pravilnom obukom deteta u WC-u, koja trajno utiče na pojedinačne propise i stavove deteta prema autoritetu. Ova faza traje počev od jedne ipo godine do dve godine, ili do treće godine života.

## Napomene
1. ↑  Овај чланак или његов део изворно је преузет из Речника социјалног рада Ивана Видановића уз одобрење аутора.

## Spoljašnje veze
- Freud's Psychosexual Stages (језик: енглески)
- Laplanche, Jean; Pontalis, Jean-Bertrand (1973). „Anal-Sadistic stage (or Phase) (pp. 35-6)”. The Language of Psycho-analysis. London: Karnac Books. ISBN 0-946-43949-4.
- Nagera, Humberto, ур. (2014). „Anal erotism (pp. 44ff.)”. Basic Psychoanalytic Concepts on the Libido Theory. Abingdon-on-Thames: Routledge. ISBN 978-1-31767039-1.
- Felluga, Dino. „Modules on Freud: On Psychosexual Development”. Introductory Guide to Critical Theory. West Lafayette, Indiana: Purdue University College of Liberal Arts.

|  | Molimo Vas, obratite pažnju na važno upozorenje u vezi sa temama iz oblasti medicine (zdravlja). |